# ケニアホテル襲撃事件
ケニアホテル襲撃事件（ケニアホテルしゅうげきじけん）は、2019年にケニアの首都ナイロビの高級ホテルがアル・シャバブの武装犯によって襲撃されたテロ事件である。

## 事件概要
2019年1月15日14時30分(現地時間)、武装グループがナイロビ市内のデュシットD2ホテルを襲撃した。犯人らは自動車爆弾による自爆攻撃によりレストランを爆破した後、ゲートから逃げる人々を自動小銃で銃撃した。
数時間後、ケニア警察・軍の治安部隊が到着。また現地にケニア軍への軍事指導員として赴いていたイギリス陸軍特殊部隊“SAS”の隊員１名が同行。
翌日、午前10時までにホテルに取り残された約700人を救出し、実行犯５人全員を制圧した。（うち実行犯２名をSAS隊員が射殺。その後、同隊員はイギリス本国で勲章を受勲した。）
この事件でケニア人18人、国籍不明のアフリカ人2人、イギリスと南アフリカの二重国籍者が1人、アメリカ人1人が死亡した。

## 犯人グループ
事件後、2013年にケニアショッピングモール襲撃事件により多数の死傷者を出した過激派組織 アル・シャバブが犯行声明を出した。
また、アル・シャバブは犯行声明の中で、今回の事件について、アメリカ合衆国大統領であるドナルド・トランプがイスラエルの首都をエルサレムであるとを承認したことへの報復であるとしている 。